# Jacques Barozzi
Pour les articles homonymes, voir Barozzi.
Ne doit pas être confondu avec Jacopo Barozzi da Vignola.
Jacques Barozzi (né en 1952) est un scénariste français, auteur en 2006 d'un court livre sur le Festival de Cannes, Le Goût de Cannes.

## Filmographie
- 1989 : V comme vengeance.

## Publications
- Bagatelle, Rennes, Ouest-France, 1984, 32 p. (ISBN 2-85882-694-3).
- Guide des 400 jardins publics de Paris, Paris, Éditions Hervas, 1992, 300 p., 22 cm (ISBN 2-9031-1868-X et 978-2-9031-1868-6, OCLC 463561788, BNF 35540661, SUDOC 002729369, présentation en ligne, lire en ligne ).
- Paris de fontaine en fontaine, éditions Parigramme, Compagnie parisienne du livre, Paris, 2010.
- Le Goût de Montpellier / textes choisis et présentés par Jacques Barozzi. Paris : Mercure de France, coll. « Le Petit Mercure », 2012, 112 p.  (ISBN 978-2-7152-3232-7).
- Le Goût de l’Afrique, Mercure de France, 2014,  (ISBN 978-2-7152-3322-5).
- Le Goût de Cannes, Mercure de France, 2006,  (ISBN 2-7152-2614-4).